# Schweißtechnische Zentralanstalt
Die  Schweißtechnische Zentralanstalt (SZA), Institut der Schweiß-, Verbindungs- und Prüftechnik in Wien ist ein „Authorized National Body“ und für Österreich verantwortliches Institut des International Institute of Welding (IIW). Als Lehrinstitut bildet sie Schweißaufsichtspersonen und Personal der zerstörungsfreien Prüfung nach internationalen Richtlinien aus.

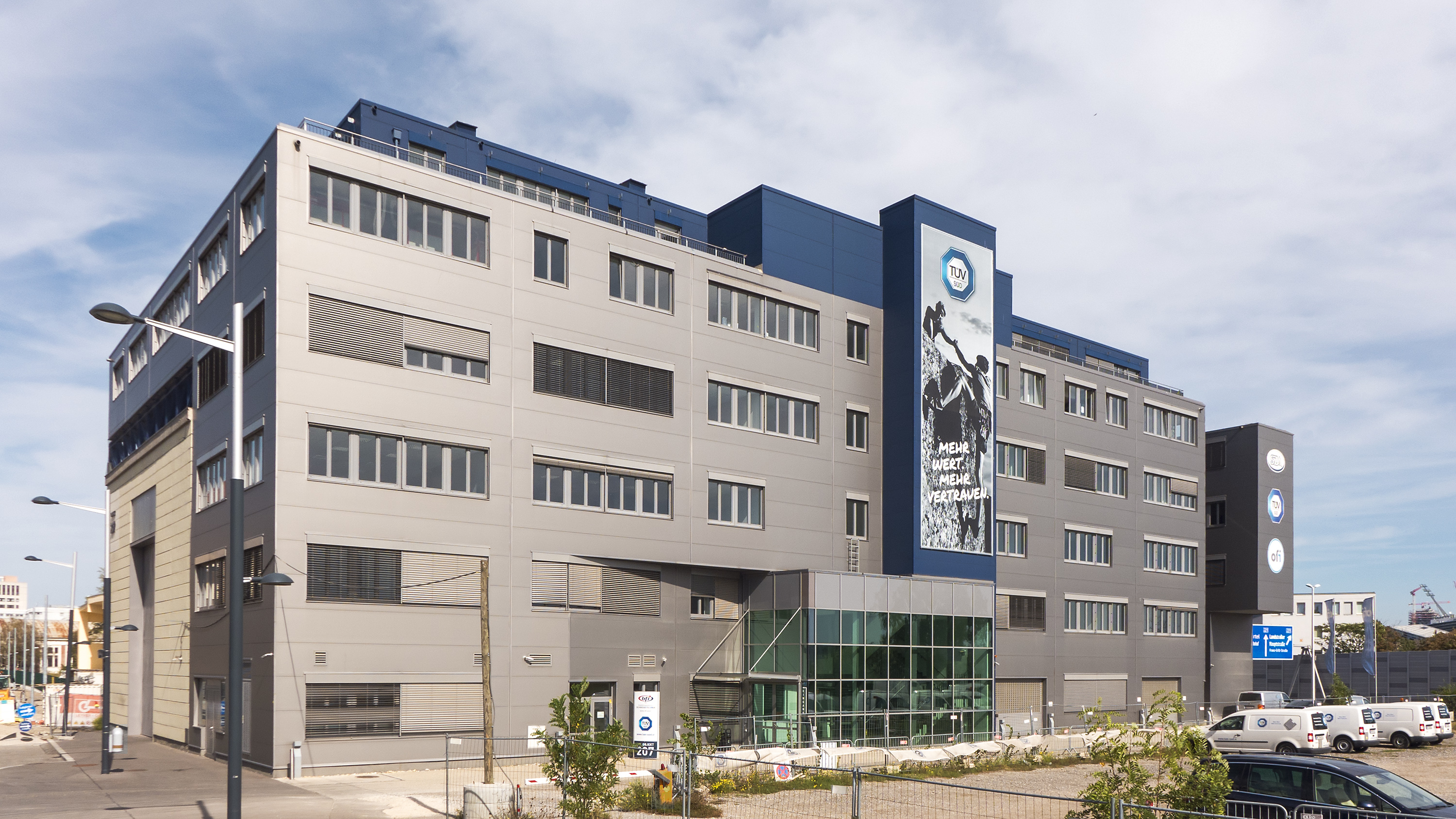
Sitz der SZA im Objekt 207 im Arsenal